# Roncal-Tal

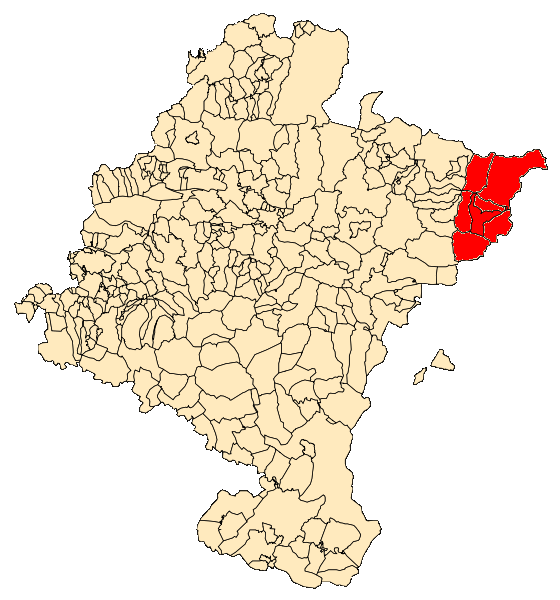
Lage des Roncal-Tals in der Region Navarra

Das Roncal-Tal (baskisch Ronkari oder Erronkari, span. Valle de Roncal) ist eine Comarca (bzw. Mancomunidad) und ein Pyrenäental in Navarra, Spanien.

## Geographie

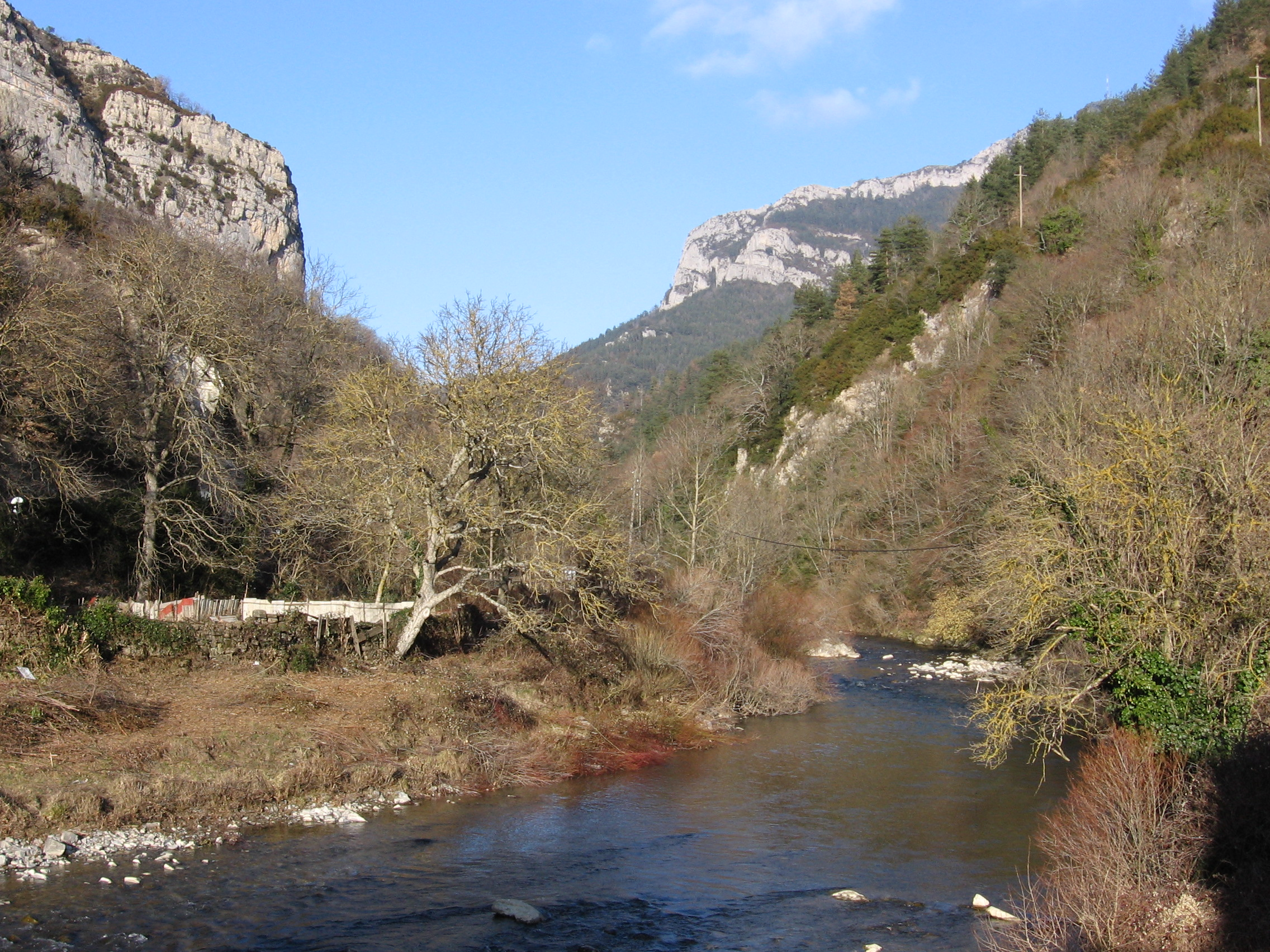
Fluss Esca im Roncal-Tal

Das Roncal-Tal ist das östlichste Tal in Navarra und grenzt an die französischen Regionen Béarn und Niedernavarra, auf spanischer Seite an die Provinzen Huesca und Saragossa der Region Aragonien. Im Westen befindet sich das Salazar-Tal. Navarras Hauptstadt Pamplona ist ungefähr 90 km entfernt.
Durch das Roncal-Tal fließt der Esca-Fluss. Das Klima des Roncal-Tals ist vom Gebirge geprägt.
Der höchste zum Tal gehörende Gipfel ist der Berg Mesa de los Tres Reyes mit 2.428 m, der sich innerhalb der Larra-Belagua-Gruppe befindet.

## Ortschaften

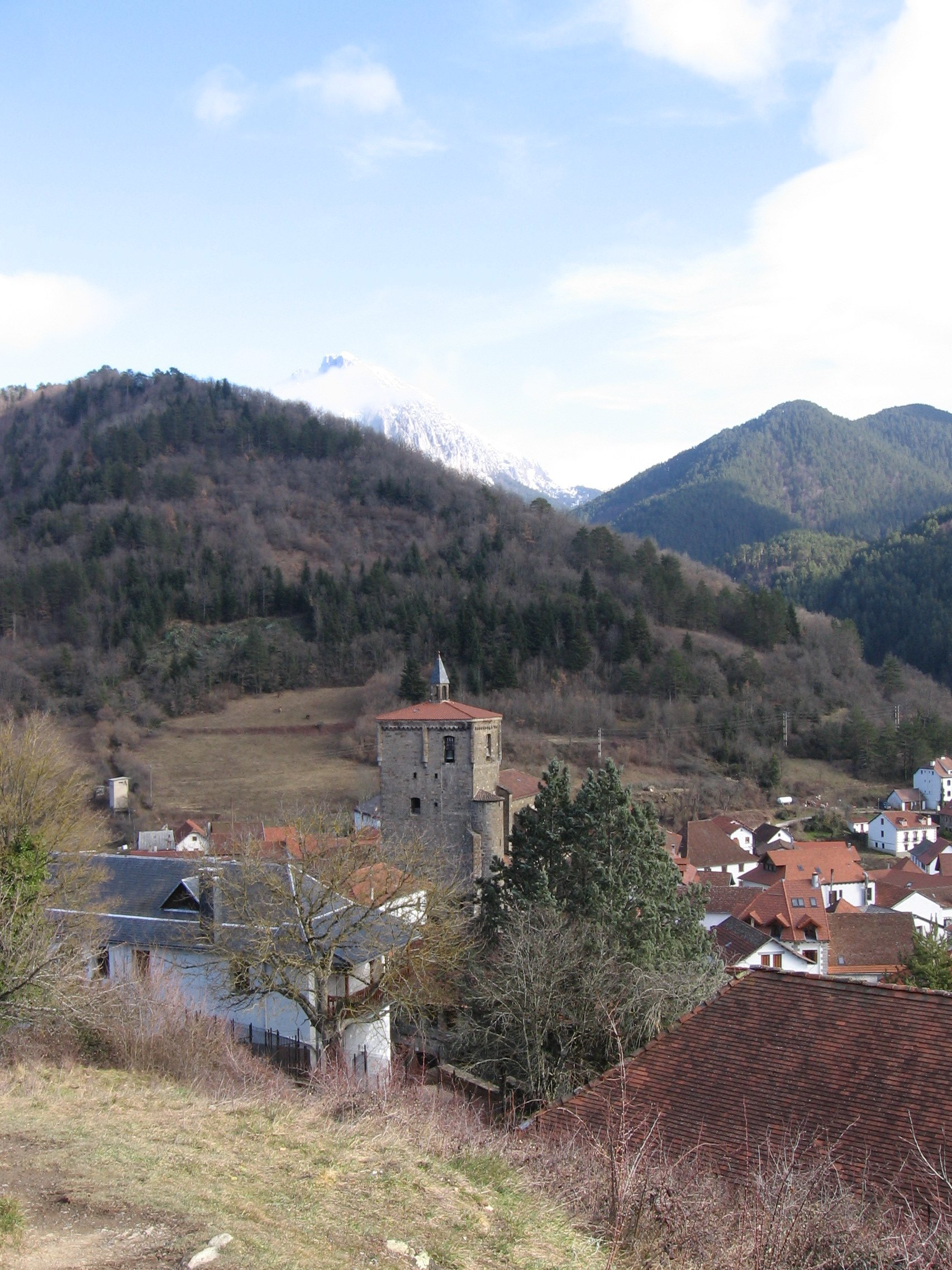
Isaba

Zur Mancomunidad (Samtgemeinde) Roncal-Tal mit Hauptort Roncal gehören die sieben Ortschaften Uztárroz, Isaba, Urzainqui, Roncal, Burgui, Garde und Vidángoz.

## Wirtschaft
Traditionell werden im Roncal-Tal Forstwirtschaft und Viehzucht (Schafe und Kühe) sowie Käseherstellung (Roncal-Käse) betrieben. Heutzutage nimmt auch der Tourismus, insbesondere der Agrotourismus, eine bedeutende Stellung ein.
Touristische Ziele im Roncal-Tal sind vor allem die Wandergebiete und Skilanglaufgebiete der Pyrenäen (Larra-Belagua-Gruppe).

## Tradition und Geschichte

### Viehtrieb
Im Jahr 882 wurde den Talbewohnern von Sancho García, König von Navarra, als Gegenleistung für deren Einsatz im Krieg gegen die Mauren das Recht zugesprochen, im Winter Schafe in den entfernten Bardenas weiden zu lassen. Auch heute noch wird das Vieh von September bis Mai über die dafür vorgesehenen Viehtriebwege, die Cañadas Reales, getrieben.

### Holztransport
Die Holzfäller benutzen seit Jahrhunderten den Fluss Esca, um Holz zu Flößen zusammengebunden bis in den Ebro zu transportieren. Dieser historische Holztransport findet im Frühjahr statt, wenn das Schmelzwasser der Pyrenäen die Flüsse ansteigen lässt, und wird noch heute jedes Jahr im Mai als Día de la Almadía gefeiert.

### Weidepacht
Seit etwa dem 15. Jahrhundert weiden französische Kühe auf den Bergwiesen des Roncal-Tals. Jedes Jahr erhalten die Talbewohner von ihren französischen Nachbarn der Grenzregion Béarn als Gegenleistung drei zweijährige Kühe als Tribut, el Tributo de las Tres Vacas. Dieses erstmals 1375 urkundlich erwähnte Abkommen (la Junte de Roncal) gilt als Europas ältester noch gültiger internationaler Vertrag. Zur feierlichen Übergabe treffen sich die Bürgermeister von vier der sieben spanischen Gemeinden des Roncal-Tales mit ihren sechs französischen Amtsbrüdern aus dem Barétous an jedem 13. Juli am Grenzpass La Piedra de San Martín. Die Zeremonie folgt einem genau vorgeschriebenen Ablauf und ist heute Teil eines Volksfestes.

## Sprache
Heutzutage wird im Roncal-Tal ausschließlich spanisch gesprochen. Die im Tal heimische baskische Sprache mit eigenem Dialekt, Erronkariera war bis Anfang des 20. Jahrhunderts gebräuchlich. 1992 starb die letzte Person, die den taleigenen Baskischdialekt sprach.

## Persönlichkeiten
- Pedro Navarro (1460–1528), spanischer und französischer Söldner, Erfinder der Pulverminen
- Julián Gayarre (1844–1890), Tenor
- Ignacio Zoco (1939–2015), Fußballspieler
- Inmaculada Urzainqui Miqueleiz (* 1947), Hispanistin